# Sous le ciel du Colorado
Pour plus de détails, voir Fiche technique et Distribution.
Sous le ciel du Colorado (Colorado Sunset) est un film américain réalisé par George Sherman, sorti en 1939.

## Fiche technique
- Titre original : Colorado Sunset
- Titre français : Sous le ciel du Colorado
- Réalisation : George Sherman
- Scénario : Betty Burbridge et Stanley Roberts
- Photographie : William Nobles
- Pays de production : États-Unis
- Format : Noir et blanc - 1,37:1 - Mono
- Genre : western
- Durée : 65 minutes
- Date de sortie : 1939

## Distribution
- Gene Autry : lui-même
- Smiley Burnette : Frog Millhouse
- June Storey : Carol Haines
- Barbara Pepper : Ginger Bixby
- Buster Crabbe : Dave Haines
- Robert Barrat : Dr Rodney Blair
- Patsy Montana : Patsy
- Purnell Pratt : Mr Hall
- William Farnum : Shériff George Glenn
- Kermit Maynard : Cyrus Drake
- Jack Ingram (en) : Clanton
- Elmo Lincoln Dairyman Burns